# 矢田部厚彦
矢田部 厚彦（やたべ あつひこ、1929年9月17日 - ）は、日本の元外交官。筆名綾部克人（あやべ かつひと）。
東京大学法学部在学中に外交官試験に合格し、中退して外務省に入る。駐ベトナム大使、海外経済協力基金理事、1986年大臣官房付。1987年駐オーストリア大使、1989年帰国し待命、1990年駐ベルギー大使、兼ルクセンブルク大使、1992年駐フランス大使。兼ジブチ大使、1994年EC日本政府代表部特命全権大使、同年退官後はソニー顧問を務めた。1999年秋、勲二等旭日重光章受勲。NPO日本アンリ・ファーブル会会長を務める。

## 家族
父は駐タイ特命全権公使の矢田部保吉。矢田部和彦（パリ第7大学助教授）は長男、矢田部吉彦(元東京国際映画祭プログラミングディレクター)は次男。

## 著書
- 『核兵器不拡条約論 核の選択をめぐって』有信堂 1971
- 『ある大使の生活と意見 ハノイにて』読売新聞社 1984
- 『宰相ミシェル・ド・ロピタルの生涯 あるルネサンス政治家と良心の自由』読売新聞社 1985
- 『贋十日物語（デカメロン） 遍歴綺譚』綾部克人 スリーエーネットワーク 1994
- 『ヴェトナムの時』スリーエーネットワーク（1995年）
- 『東西遊記』鳥影社 2001
- 『職業としての外交官』文春新書（2002年）
- 『日本外交とは何か―その歴史と精神』平凡社（2005年）
- 『敗北の外交官ロッシュ』(白水社、2014年)

### 共著編
- 『フランス今昔―その知られざるプロフィール』井川克一共著 勉誠出版 (鹿島平和研究所叢書) （2003年）
- 『憶ひ出の記 或る家族の明治・大正・昭和』矢田部たか共著 矢田部会 2007

### 翻訳
- ベルトラン・ゴールドシュミット『秘録　核開発をめぐる国際競争』毎日新聞社 1970
- アラン・コルナイユ『幕末のフランス外交官 初代駐日公使ベルクール』編訳 ミネルヴァ書房 2008 (シリーズ・人と文化の探究)
- リチャード・シムズ『幕末・明治日仏関係史 1854～1895年』ミネルヴァ書房 2010 (Minerva日本史ライブラリー)